# Блудорн, Чак
Чарльз Э. «Чак» Блудорн (англ. Charles E. "Chuck" Bloedorn; 28 мая 1912, Ли, штат Северная Каролина, США — 20 мая 1998, Ли, штат Северная Каролина, США) — американский профессиональный баскетболист, завершивший карьеру. Чемпион НБЛ в сезоне 1937/1938 годов.

## Ранние годы
Чак Блудорн родился 28 мая 1912 года в округе Ли (штат Северная Каролина), учился в институте Льюиса в городе Чикаго (штат Иллинойс), в которой играл за местную баскетбольную команду. В 1932 году поступил в Университет Болдуина-Уоллеса, в котором проучился всего один год. В 1937 году окончил Университет штата Огайо в Боулинг-Грин, где в течение трёх лет играл за команду «Боулинг-Грин Стэйт Фэлконс». При Блудорне «Фэлконс» ни разу не выигрывали ни регулярный чемпионат, ни турнир конференции Independent, а также ни разу не выходили в плей-офф студенческого чемпионата США.

## Профессиональная карьера
Играл на позиции атакующего защитника. В 1937 году Чак Блудорн заключил соглашение с командой «Акрон Гудиер Уингфутс», выступавшей в Национальной баскетбольной лиге (НБЛ), в которой провёл всю свою непродолжительную профессиональную карьеру. Всего в НБЛ провёл 3 сезона. В сезоне 1937/1938 годов, будучи одноклубником Чарли Шиппа, Рэя Морстедта и Уэсли Беннетта, выиграл чемпионский титул в составе «Акрон Гудиер Уингфутс». Кроме того Блудорн один раз включался в 1-ю сборную всех звёзд НБЛ (1938), а также один раз — во 2-ю сборную всех звёзд НБЛ (1939). Всего за карьеру в НБЛ Чак сыграл 54 игры, в которых набрал 356 очков (в среднем 6,6 за игру). Помимо этого Блудорн в составе «Гудиер Уингфутс» два раза участвовал во Всемирном профессиональном баскетбольном турнире, но без особого успеха.

## Смерть
Чак Блудорн умер 20 мая 1998 года на 86-м году жизни в округе Ли (штат Северная Каролина).